# Lampranthus sparsiflorus
Lampranthus sparsiflorus är en isörtsväxtart som beskrevs av L. Bol. Lampranthus sparsiflorus ingår i släktet Lampranthus och familjen isörtsväxter. Inga underarter finns listade i Catalogue of Life.